# Luis Sepúlveda

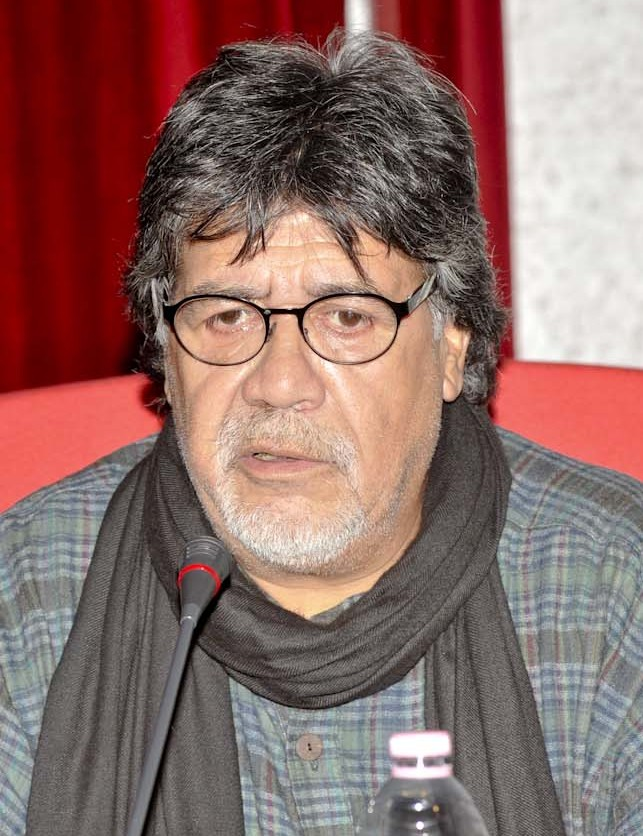
Luis Sepúlveda (2014)

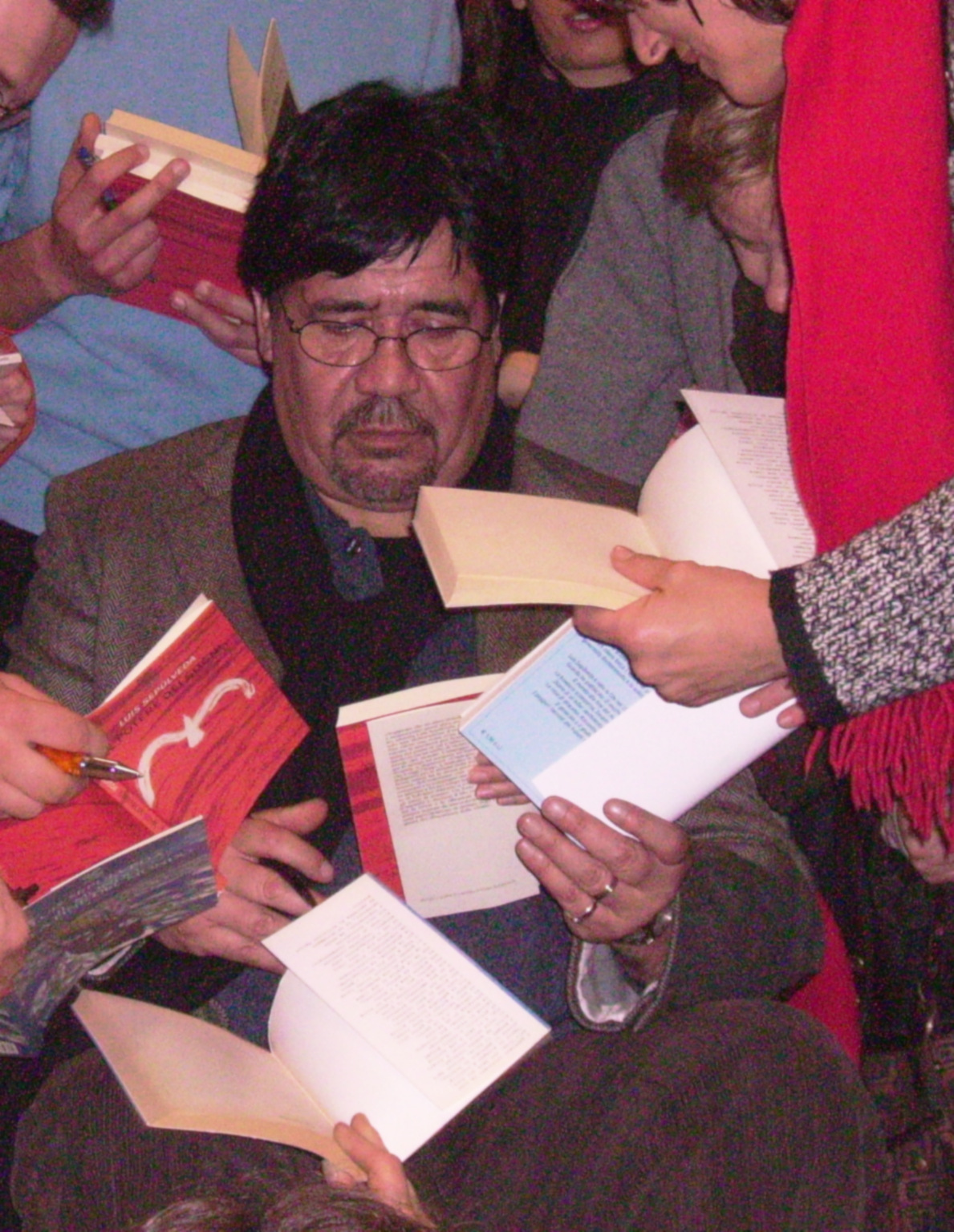
Luis Sepúlveda in Arona beim Büchersignieren (2006)

Luis Sepúlveda Calfucura (* 4. Oktober 1949 in Ovalle, Chile; † 16. April 2020 in Oviedo, Spanien) war ein chilenischer Schriftsteller, Regisseur, Journalist und politischer Aktivist.

## Leben
Luis Sepúlveda wurde als Sohn einer Mapuche-Krankenschwester und eines in der Kommunistischen Partei Chiles organisierten Restaurantbesitzers geboren. Sein Großvater war andalusischer Anarchist im Exil.
Nach der Zurücknahme eines Studienstipendiums der Moskauer Lomonossow-Universität studierte Sepúlveda in Chile Bühnentechnik. Noch in seiner Jugend schloss er sich der chilenischen Sektion der bolivianischen ELN an. Er gehörte zur Leibgarde von Präsident Salvador Allende bis zu dessen Tod infolge des Putsches in Chile am 11. September 1973. Unter der Pinochet-Diktatur wurde er verhaftet und zu zweieinhalb Jahren Gefängnis verurteilt. Auf weltweiten Druck, vor allem aufgrund der Interventionen der deutschen Sektion von Amnesty International, wurde seine Haft in Hausarrest umgewandelt. Er floh jedoch und ging für ein Jahr in den Untergrund, wo er in Valparaíso eine Theatergruppe gründete und sich am Widerstand beteiligte. Nach seiner zweiten Verhaftung wurde er als politischer Häftling zu 28 Jahren verurteilt, die er im Gefängnis von Temuco absitzen sollte. Ein erneuter weltweiter Protest konnte die Haftstrafe in acht Jahre Exil vermindern. Bei der Abschiebung entkam er in Argentinien. Über Uruguay, Brasilien und Paraguay gelangte er schließlich nach Ecuador.
In Quito gründete Sepúlveda eine Theatergruppe für Peru, Ecuador und Kolumbien. Später schloss er sich den Sandinistas in Nicaragua an.
Nachdem Deutschland ihm Asyl gewährt hatte, lebte er ab 1980 für über zehn Jahre in Hamburg. Sepúlveda fuhr als Lastwagenfahrer auf der Strecke Hamburg–Istanbul. In Hamburg setzte er sich für die antifaschistische und ökologische Bewegung ein. 1982 bis 1987 fuhr er als Besatzungsmitglied auf einem Greenpeace-Schiff und engagierte sich beim Walschutz. Er arbeitete auch als Journalist für den Spiegel (u. a. während des Krieges in Angola) und für die UNESCO.
Nach der Trennung von seiner deutschen Frau und einem weiteren Exil in Frankreich lebte Luis Sepúlveda seit 1996 im spanischen Gijón.
Ende Februar 2020 wurde Sepúlveda während der COVID-19-Pandemie in Spanien positiv auf SARS-CoV-2 getestet. Am 16. April 2020 starb er im Alter von 70 Jahren an den Folgen der Krankheit.

## Werke (Auswahl)
Sein bekanntester Roman ist Un viejo que leía novelas de amor (Der Alte, der Liebesromane las), der im Jahr 1989 erschien und in 46 Sprachen übersetzt wurde. Der Roman gilt als «makellose Verteidigung des Amazonas-Urwaldes» und der Kultur der Shuar. Viele von Sepúlvedas Werken handeln von ökologischen Themen oder enthalten autobiographische Elemente.
- Crónica de Pedro Nadie. 1969.
- Los miedos, las vidas, las muertes y otras alucinaciones. 1986.
- Cuaderno de viaje. 1987.
- Mundo del fin del mundo. 1989. deutsch: Die Welt am Ende der Welt.
- Un viejo que leía novelas de amor. 1989. deutsch: Der Alte, der Liebesromane las. dtv, 2002, ISBN 3-423-12997-2. (zuerst im Fischer Taschenbuch 1991; außerdem u. a. auch bei Hanser und Kampa)
- La frontera extraviada. 1994.
- Nombre de torero. 1994. deutsch: Die Spur führt nach Feuerland. 1997, ISBN 3-924737-48-7.
- Al andar se hace el camino se hace el camino al andar. 1995. deutsch: Patagonia Express. 1998.
- Historia de una gaviota y del gato que le enseñó a volar. 1996. deutsch: Wie Kater Zorbas der kleinen Möwe das Fliegen beibrachte. Fischer Schatzinsel, Frankfurt 1997, ISBN 3-596-85021-5.
- Diario de un killer sentimental. 1998. deutsch: Tagebuch eines sentimentalen Killers. Carl Hanser Verlag, München 1999, ISBN 3-446-19662-5.
- Desencuentros. 1997. deutsch: Wie man das Meer sehen kann. dtv, 2005, ISBN 3-423-13297-3.
- Hot line. 2002.
- Moleskine, apuntes y reflexiones. 2004.
- Historias marginales. PLANETA, 2007, ISBN 978-84-322-1752-4.
  - Schmetterling-Verlag, Stuttgart 2012, ISBN 978-3-89657-796-2.
- Yacaré.
- Komplot: Primera parte de una antologia irresponsable.
- La sombra de lo que fuimos. 2009. deutsch: Der Schatten dessen, was wir waren. Rotpunktverlag, Zürich 2011, ISBN 978-3-85869-455-3.
- Historia de Max, de Mix y de Mex, relato. Ill. de Noemi Villamura. Espasa, Barcelona 2012.
  - Wie der Kater und die Maus trotzdem Freunde wurden, Bilder von Sabine Wilharm. Fischer KJB, Frankfurt am Main 2014, ISBN 978-3-596-85628-2.
  - Wie der Kater und die Maus trotzdem Freunde wurden, Hörbuch gelesen von Otto Mellies. Sauerländer audio, Berlin 2014, ISBN 978-3-8398-4680-3.

## Preise und Auszeichnungen (Auswahl)
Luis Sepúlveda hat unter anderem die folgenden literarischen Auszeichnungen erhalten:
- Premio Gabriela Mistral de poesía (1976)
- Premio Tigre Juan de novela (1988) (Preis für Literatur zu ökologischen Themen)
- Premio de relatos cortos «La Felguera» (La Felguera-Preis für Kurzprosa)

## Film
- Luis Sepúlveda. Widerstand vom Ende der Welt. (OT: Luis Sepúlveda, lécrivain du bout du monde.) Dokumentarfilm, Frankreich, 2011, 43:30 Min., Buch und Regie: Sylvie Deleule, Produktion: Drôle de Trame, arte France, deutsche Erstsendung: 9. Oktober 2011 bei arte, Inhaltsangabe von ARD.